# Benue-kongoanski narodi
Benue-kongoanski narodi, velika grana Zapadnosudanskih naroda koji govore jezicima benue-kongoanske jezične skupine. Narodi koji joj pripadaju govore preko 970 jezika na područjima središnje i južne Afrike. 
Jezično se dijele na nekoliko glavnih skupina: bantoidi (sjeverni i južni iz Nigerije i Kameruna s rasno različitim Bantu narodima središnje i južne Afrike); narodi koji govore jezicima Cross River, i također žive u Nigeriji; Defoidi iz Nigerije i Benina; Edoidi, Nigerija; Idomoidi, Nigerija; Igboidi, Nigerija; Jukunoidi, Nigerija i kamerun; Kainji, Nigerija; Nupoidi, Nigerija; narodi s Platoa, Nigerija. Ostale manje skupine su Akpes, Ukaan, 

## Vanjske poveznice
- The Benue Congo languages
- Concise Encyclopedia of Languages of the World